# Nguyễn Sỹ Quang
Nguyễn Sỹ Quang (sinh năm 1970) là một tướng lĩnh của lực lượng Công an nhân dân Việt Nam, hàm Trung Tướng, ông hiện giữ chức vụ cục trưởng Cục An ninh kinh tế (A04) Bộ Công an.
Ông từng là Ủy viên Ban Thường vụ Tỉnh ủy, nguyên Giám đốc công an tỉnh Đồng Nai, nguyên Thành ủy viên, nguyên Phó Giám đốc Công an Thành phố Hồ Chí Minh.

## Tiểu sử
Thiếu tướng Nguyễn Sỹ Quang quê ở xã Thanh Lương, huyện Thanh Chương, tỉnh Nghệ An. Ông có học hàm thạc sĩ Luật, cử nhân An ninh Điều tra.
Tháng 10 năm 1988 đến tháng 3 năm 2009, ông gia nhập lực lượng Công an, là học viên chính quy của Trường Đại học An ninh nhân dân (nay là Học viện An ninh nhân dân).
Sau khi tốt nghiệp, được phân công về Công an Thành phố Hồ Chí Minh và được bố trí làm công tác nghiệp vụ an ninh và lần lượt giữ các chức vụ: Phó đội trưởng, Đội trưởng Phòng Bảo vệ Chính trị 4 Công an Thành phố Hồ Chí Minh.
Từ tháng 4 năm 2009 đến tháng 3 năm 2019: Ông được bổ nhiệm và bố trí giữ các chức vụ: Phó trưởng phòng Bảo vệ Chính trị 4, Phó chánh Văn phòng Công an TPHCM và Trưởng phòng Tham mưu Công an Thành phố Hồ Chí Minh.
Từ tháng 4 năm 2019 đến tháng 7 năm 2022, ông được bổ nhiệm giữ chức vụ Phó Giám đốc kiêm Thủ trưởng Cơ quan An ninh Điều tra Công an Thành phố Hồ Chí Minh.
Tháng 10 năm 2020, tại Đại hội Đảng bộ Thành phố Hồ Chí Minh nhiệm kỳ 2020-2025, ông được bầu là Ủy viên Ban Chấp hành Đảng bộ Thành phố (Thành ủy viên).
Tháng 6 năm 2021, ông trúng cử Đại biểu Quốc hội Việt Nam khóa XV thuộc đoàn đại biểu Quốc hội Thành phố Hồ Chí Minh.
Ngày 1 tháng 6 năm 2022, Chủ tịch nước có quyết định thăng cấp bậc hàm Thiếu tướng cho ông Nguyễn Sỹ Quang.
Ngày 1 tháng 7 năm 2022, Bộ trưởng Bộ Công an đã trao quyết định điều động, bổ nhiệm Thiếu tướng Nguyễn Sỹ Quang, Phó Giám đốc Công an Thành phố Hồ Chí Minh làm Giám đốc Công an tỉnh Đồng Nai thay cho thiếu tướng Vũ Hồng Văn được bổ nhiệm làm Cục trưởng Cục An ninh chính trị nội bộ.
Ngày 17 tháng 8 năm 2022, Bí thư Tỉnh ủy Đồng Nai Nguyễn Hồng Lĩnh đã chủ trì hội nghị triển khai quyết định về công tác cán bộ, trao quyết định của Ban Bí thư Trung ương Đảng chỉ định thiếu tướng Nguyễn Sỹ Quang, Bí thư Đảng ủy, Giám đốc Công an tỉnh, tham gia Ban chấp hành Đảng bộ tỉnh, Ban Thường vụ Tỉnh ủy nhiệm kỳ 2020-2025.
Ngày 21 tháng 6 năm 2024, Trung tướng Lê Quốc Hùng, Thứ trưởng Bộ Công an thay mặt đoàn công tác của Bộ Công an đã trao các quyết định của Bộ trưởng về công tác cán bộ tại Công an tỉnh Đồng Nai.
Theo đó, Thiếu tướng Nguyễn Sỹ Quang, Giám đốc Công an tỉnh Đồng Nai đến nhận công tác và giữ chức Cục trưởng Cục nghiệp vụ Bộ Công an.